# Michael Sapieha
Michael Sapieha, född 9 oktober 1966 i Teheran, Iran är en kanadensisk skådespelare. Sapieha är sentida ättling av den polsk-litauiska adelssläkten med samma namn.

## Filmografi
- Random passage (2002)
- Cauchmar d'amour (2001)
- Opération Tango
- L'Ombre de l'épervier
- Marguerite Volant (1996)